# Голубович, Петар
Петар Голубович (серб. Petar Golubović / Петар Голубовић; род. 13 июля 1994, Белград) — сербский футболист, защитник. Чемпион Европы среди команд до 19 лет 2013 года.

## Клубная карьера
Воспитанник школы «Црвены звезды»: с ранних лет его талант отметил Александар Янкович. Будучи членом академии «Црвены звезды», Петар вышел в 2012 году в финал конкурса футбольной академии Nike «The Chance». С 2013 по 2014 годы он выступал за ОФК, дебютировав в возрасте 18 лет 3 апреля 2013 в матче против «Войводины» (его тренером был тогда Зоран Милинкович; ОФК выиграл 1:0).
31 января 2014 Петара за 1 миллион евро приобрела «Рома» на четыре с половиной года. Тот отправился в Серию B на правах аренды играть за «Новару» до конца сезона 2013/14, а затем продолжил карьеру в «Пистойезе».
Сезоны 2015/16 и 2016/17 провёл в аренде в итальянской «Пизе», а в 2017 году вернулся в «Новару».
Три года (с 2018 по 2021 год) выступал за бельгийский «Кортрейк», а 2022 год провёл в Норвегии выступая за «Олесунн».
В феврале 2023 года перешёл в подмосковные «Химки». После вылета клуба из высшего дивизиона остался в команде. Вернулся с клубом в РПЛ и 21 июля 2024 года сыграл в домашнем матче первого тура против махачкалинского «Динамо» (1:1).

## Карьера в сборной
Голубович играл в составе сербской сборной на чемпионате Европы 2013 года среди игроков не старше 19 лет и завоевал с командой чемпионский титул. За молодёжную сборную он дебютировал 11 октября 2013 в матче против Кипра (победа 2:1).

### Интервью
- Звезди није био добар, купила га «вучица»: Голубовић у Роми (серб.)
- Петар Голубовић импресионирао тренере Барселоне и ушао у полуфинале «Шансе» (серб.)
- Изабран најбољи млади фудбалер Србије без потписаног професионалног уговора (серб.)
- Голубовић у рикверцу: Из Суперлиге у Серију Б, па у трећу лигу (серб.)